# Thapelo Tale
Thapelo Tale est un footballeur lésothien né le 22 avril 1988 à Maseru. Il évolue au poste d'attaquant avec le FC Andorra.